# Betlejem polskie
Betlejem polskie – widowisko jasełkowe Lucjana Rydla.
Prapremiera spektaklu, która miała miejsce 28 grudnia 1904 roku we Lwowie, była wielkim wydarzeniem artystycznym i patriotycznym. 5 stycznia 1905 roku odbyła się premiera w Krakowie (w małym Teatrze Ludowym przy ul. Krowoderskiej). Rok później przedstawienie wystawione zostało w Teatrze Miejskim i otrzymało bogatą oprawę scenograficzną i doborową obsadę. W roli Dziadka występował sam dyrektor Ludwik Solski, w roli Żyda Leonard Bończa, w roli Ułana Józef Węgrzyn, Jana III Sobieskiego grał Aleksander Zelwerowicz. Oprawę muzyczną przygotował Michał Świerzyński.
Betlejem polskie ukazało się drukiem w 1906 roku, nakładem oficyny Freidleina w Krakowie. Ilustrował je Włodzimierz Tetmajer. Kolejne wydania (Kraków 1912, 1917, Lwów 1928) autor uzupełniał nowymi scenkami nawiązującymi do aktualnych spraw i wydarzeń.